# Osmia bicolor
Osmia bicolor là một loài ong trong họ Megachilidae. Loài này được Schrank miêu tả khoa học đầu tiên năm 1781.